# Simfonia alpina
Simfonia alpina (Eine Alpensinfonie), op. 64, és un poema simfònic per a gran orquestra escrit pel compositor alemany Richard Strauss el 1915. És una de les obres no operístiques més grans de Strauss; la puntuació demana uns 125 músics i una actuació típica sol durar uns 50 minuts. El programa de la Simfonia alpina representa les experiències d'onze hores (des de l'alba just abans de la matinada fins al capvespre de l'endemà) que van passar pujant una muntanya alpina.
A Catalunya es va estrenar el 9 de novembre de 1921 al Palau de la Música de Barcelona interpretada per l'Orquestra Pau Casals dirigida per Pau Casals.

## Història
La Simfonia alpina de Strauss es va completar el 1915, onze anys després de la finalització del seu predecessor immediat en el gènere del poema simfònic, Simfonia domèstica. El 1911, Strauss va escriure que s'estava "torturant a si mateix amb una simfonia, una feina que, quan tot està dit i fet, em diverteix encara menys que perseguir paneroles".
Un punt d'influència prové de l'amor de Strauss per la natura. Quan era nen, Strauss va viure una aventura alpina semblant a la descrita a la seva Simfonia alpina: ell i un grup d'escaladors es van perdre en el camí cap a una muntanya i van quedar atrapats i xops per una tempesta en el camí de baixada. Strauss estimava tant les muntanyes que el 1908 va construir una casa a Garmisch-Partenkirchen, Baviera, que comptava amb unes vistes impressionants dels Alps. Aquest interès per la natura també pot apuntar als seguiments de Strauss del filòsof Friedrich Nietzsche.
Els esborranys originals van començar el 1899. S'havia d'escriure en memòria del pintor suís Karl Stauffer-Bern, i originalment l'obra es titulava Künstlertragödie (Tragèdia d'un artista). Això va quedar en el camí, però Strauss va començar una nova obra de quatre moviments anomenada Die Alpen (Els Alps) en la qual va utilitzar parts de l'esborrany original de 1899. El primer moviment de Die Alpen va evolucionar fins al nucli de Simfonia alpina. Es van fer esbossos, però Strauss finalment va deixar l'obra inacabada.
Anys més tard, després de la mort del seu bon amic Gustav Mahler el 1911, Strauss va decidir revisar l'obra. Al seu diari l'endemà d'assabentar-se de la mort de Mahler, Strauss va escriure:
La mort d'aquest aspirant, idealista i enèrgic artista és una greu pèrdua... Mahler, el jueu, va poder assolir l'elevació en el cristianisme. De vell, l'heroi Wagner hi va tornar sota la influència de Schopenhauer. Tinc clar que la nació alemanya aconseguirà una nova energia creativa només alliberant-se del cristianisme... Anomenaré la meva simfonia alpina: Der Antichrist, ja que representa: purificació moral amb la pròpia força, alliberament mitjançant el treball, culte a la natura eterna i magnífica.
L'esborrany resultant de l'obra havia de ser un treball de dues parts titulat Der Antichrist: Eine Alpensinfonie; tanmateix, Strauss no va acabar mai la segona part. En comptes d'això, va deixar caure la primera meitat del títol (anomenada segons un llibre de Nietzsche de 1888) i va anomenar la seva obra d'un sol moviment simplement Simfonia alpina. Després de tants anys de composició intermitent, un cop Strauss va començar a treballar en la peça de debò, el progrés va ser ràpid. Strauss va arribar fins i tot a remarcar que va compondre Simfonia alpina "com una vaca dona llet". L'orquestració de l'obra va començar l'1 de novembre de 1914 i el compositor la va completar només tres mesos després. En referència a aquesta, la seva darrera obra purament simfònica, Strauss va comentar en l'assaig general de l'estrena que per fi havia après a orquestrar. Tota l'obra es va acabar el 8 de febrer de 1915. La partitura va ser dedicada "en profund agraïment" al comte Nicolaus Seebach, director de la Royal Opera de Dresden, on s'havien estrenat quatre de les sis òperes que Strauss havia escrit en aquell moment.
La simfonia s'interpreta com un tot, sense talls, però està composta per 22 parts. La seua durada és de poc menys d'una hora.
1. Nacht (Nit)
2. Sonnenaufgang (Alba)
3. Der Anstieg (L'ascensió)
4. Eintritt in den Wald (L'arribada al bosc)
5. Wanderung neben dem Bache (Marxa al costat del rierol)
6. Am Wasserfall (Prop de les cascades)
7. Erscheinung (Aparició)
8. Auf blumigen Wiesen (Prats florits)
9. Auf der Alm (Pastures de muntanya)
10. Durch Dickicht und Gestrüpp auf Irrwegen (Perdut a les grutes)
11. Auf dem Gletscher (A la glacera)
12. Gefahrvolle Augenblicke (Moments de perill)
13. Auf dem Gipfel (Al cim)
14. Vision (Visió)
15. Nebel steigen auf (La boira s'alça)
16. Die Sonne verdüstert sich allmählich (El sol s'enfosqueix)
17. Elegie (Elegia)
18. Stille von dem Sturm (Calma abans de la tempesta)
19. Gewitter und Sturm, Abstieg (La tronada, descens)
20. Sonnenuntergang (Capvespre)
21. Ausklang (Conclusió)
22. Nacht (Nit)

## Orquestració
| - 2 flautes (si pot ser, doblades) - 2 flautins, també 3a i 4a flautes. - 2 oboès (si pot ser, doblats) - 1 corn anglès, també 3r oboè - 1 oboè baix Heckelphon - 1 clarinet requint en mi {\displaystyle \flat } (si pot ser, doblat) - 2 clarinets en si {\displaystyle \flat } - 1 clarinet baix en si {\displaystyle \flat } (si pot ser, doblat), també clarinet en do - 3 fagots - 1 contrafagot, també 4t fagot - 4 trompes - 4 tubes wagnerianes, també 5a a 8a trompes - 4 trompetes en si {\displaystyle \flat } - 3 trombons en si {\displaystyle \flat } - 1 trombó baix en sol - 2 tubes | - 2 arpes (si pot ser, doblades) - 6 timbales (2 intèrprets) - Percussió: màquina de vent, màquina de trons, Glockenspiel, platerets, bombo, caixa, triangle, gong, esquelles, tam-tam (3 intèrprets) - orgue - celesta - 18 violins primers - 16 violins segons - 12 violes - 10 violoncels - 8 contrabaixos - Rere l'escena (nombre recomanat): - 12 trompes - 2 trompetes en si {\displaystyle \flat } - 2 trombons en si {\displaystyle \flat } |

Segons en compositor, el nombre mínim d'intèrprets ha de ser 107. Tanmateix, si es tenen en compte les recomanacions de doblar alguns instruments i els metalls de darrere l'escena, es poden assolir els 129 intèrprets.

## Discografia
Entre les nombroses versions d'aquesta obra, cal destacar entre les més apreciades:
- Rudolf Kempe amb la Staatskapelle de Dresden el 1971 (EMI)
- Herbert von Karajan amb l'Orquestra Filharmònica de Berlín el 1980 (DG, edició Gold)
- Bernard Haitink amb l'Orquestra Reial del Concertgebouw d'Amsterdam el 1985 (Philips)
- Karl Böhm amb la Staatskapelle de Dresden el 1957 (DG)